# Colpofobia

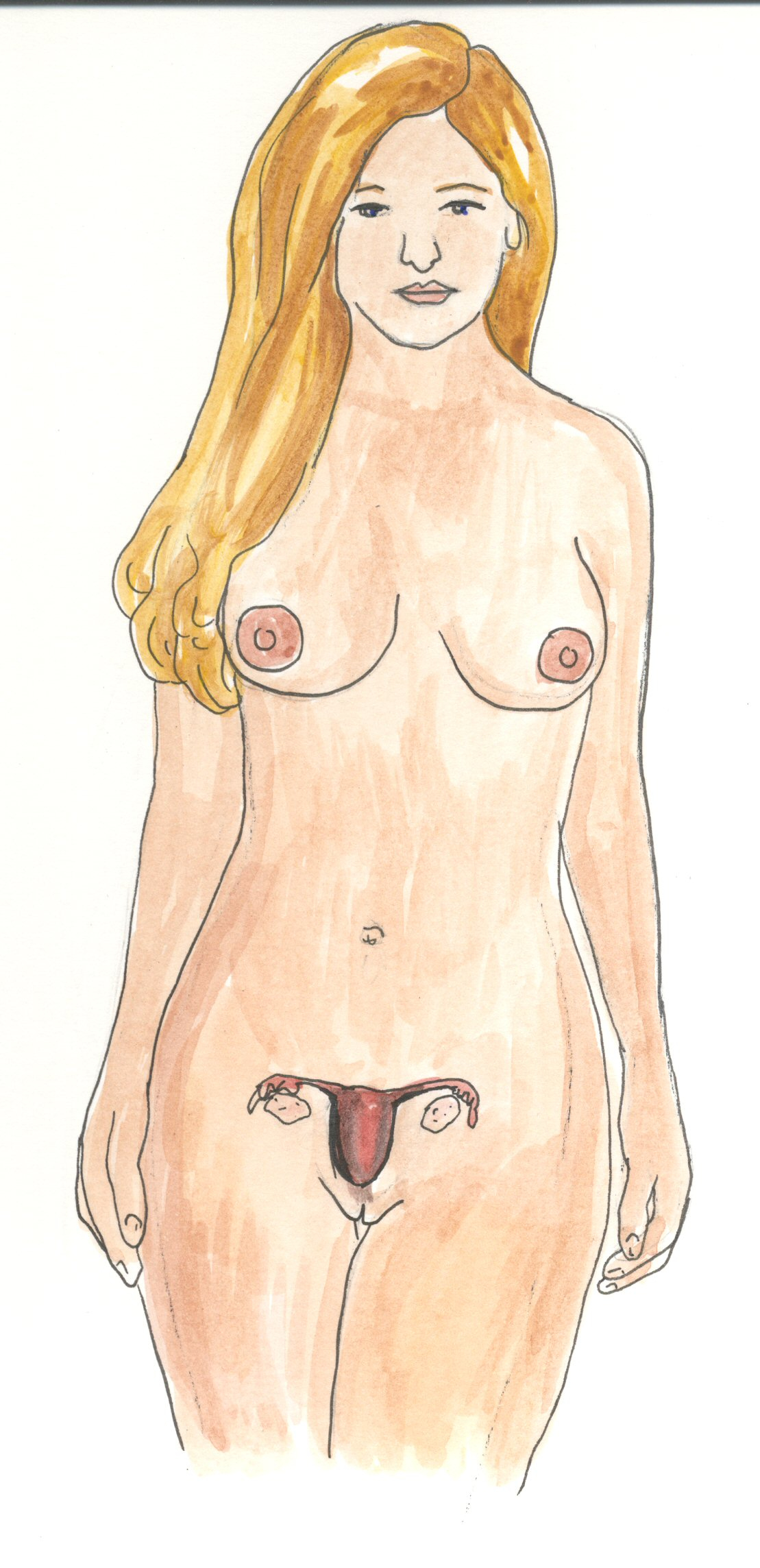
Incluso dibujar a una mujer desnuda puede causar aversión a los que padecen esta fobia.

Colpofobia (del griego kólpos, vagina, y phobía, temor) o eurotofobia es una fobia o miedo a los genitales femeninos. Esta situación provoca en el individuo un rechazo al contacto sexual, del que se desarrollan complejos, o inclusive terror a un encuentro sexual o semi sexual. Esta fobia se manifiesta por sudores, ansiedad y una muestra incomodidad latente en el sujeto a causa de los nervios que le suscita mantener relaciones con sus parejas. Sigmund Freud (quien es considerado como el padre del psicoanálisis), trató de explicar esta conducta usando su hipótesis sobre el miedo a la castración.

## Causas
La colpofobia es un trastorno muy peculiar cuyas causas aún no han sido especificadas. En las personas que se desarrolla este trastorno, es común que también se desarrollen otros de carácter sexual como son la erotofobia, la coitofobia o la nudofobia.

## Tratamiento
Algunos profesionales sostienen que el tratamiento es profundizar en el origen y descubrir qué causó esta fobia mediante terapias de largo alcance.